# 莫伊拉·凯利
莫伊拉·凯利（英語：Moira Kelly，1968年3月6日—），美国女演员。

## 生平
凯利出生于纽约皇后区的爱尔兰天主教移民家庭。她的父亲是一名小提琴家，母亲则是一名护士。
1991年电视迷你剧《爱、谎言与谋杀》是凯利职业生涯的首次演出。此后，她出演过的知名角色包括电影《双峰：与火同行》中的唐娜·海沃德、电影《冰上奇缘》中的凯特·莫斯利（Kate Moseley）、青少年电视剧《篮球兄弟》中的单身母亲凯伦·罗伊（Karen Roe）等。